# بوغازي (بني بوييري الجبل)
نسب بوغازي يرجع الى الاشراف وهم موجدين في دولة الجزائر في ولاية مستغانم دائرة سيدي لخضربن خلوف وبلدية حجاج ويقول عليهم اولاد بوغازي ويعتبرون السكان الاصليين للولاية  والمنطقة وايضا موجدين في الغزوات تلمسان وايضا سكيكدة وعدة مناطق اخر..

## روابط خارجية
- البوابة الوطنية للجماعات الترابية نسخة محفوظة 12 مارس 2018 على موقع واي باك مشين.
- المندوبية السامية للتخطيط